# جوزيف فاغان
جوزيف فاغان (بالإنجليزية: Joseph Fagan)‏ هو عالم نفس أمريكي، ولد في 7 سبتمبر 1941 في هارتفورد في الولايات المتحدة، وتوفي في 10 أغسطس 2013 في كليفلاند في الولايات المتحدة بسبب سرطان البنكرياس.